# Photinus scintillans
Photinus scintillans är en skalbaggsart som först beskrevs av Thomas Say 1825.  Photinus scintillans ingår i släktet Photinus och familjen lysmaskar. Inga underarter finns listade i Catalogue of Life.